# 하리 싱
하리 싱 바하두르 GCSI GCIE GCVO                  (1895년 9월 – 1961년 4월 26일)는 도그라 왕조의 마지막 번왕국인 잠무 카슈미르 왕국의 마하라자였다.
하리 싱은 아마르 싱과 보티알리 칩의 아들이었다. 1923년, 숙부의 사망 이후, 싱은 잠무 카슈미르의 새로운 마하라자가 되었다. 1947년 인도 독립 이후, 싱은 잠무 카슈미르가 독립 왕국으로 남기를 원했다. 그는 부족 무장 세력과 파키스탄 육군의 침공에 맞서 인도 군대의 지원을 받기 위해 인도 자치령에 편입되었다. 싱은 1952년 인도 정부에 의해 군주제가 폐지될 때까지 명목상 마하라자였다. 뭄바이에서 말년을 보낸 후, 그는 1961년 4월 26일에 사망했다.

## 초기 생활

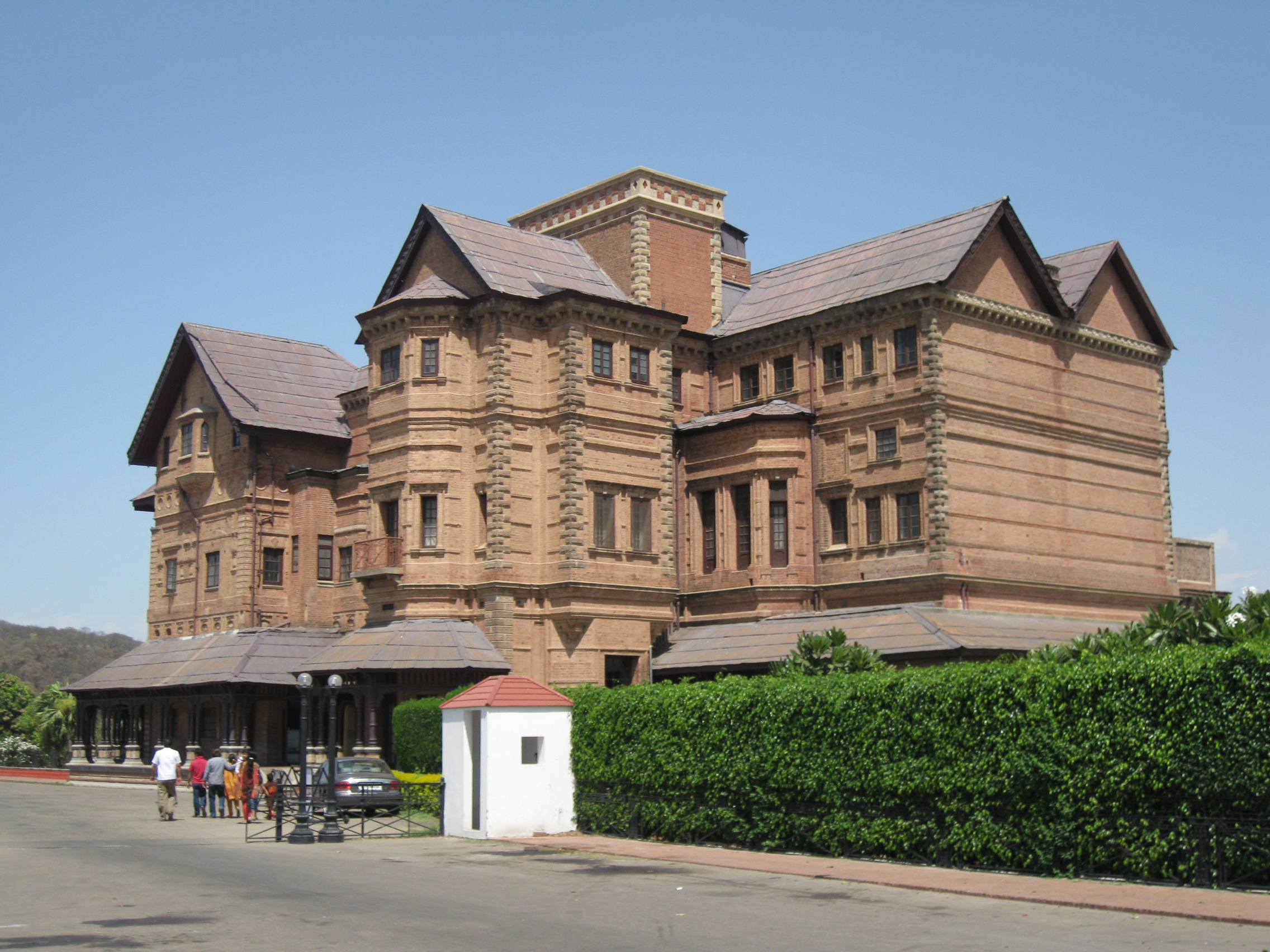
하리 싱의 출생지인 아마르 마할 궁전

하리 싱은 1895년 9월 잠무의 아마르 마할 궁전에서 도그라 라지푸트 왕실 가문에서 태어났다. 그는 당시 잠무 카슈미르의 마하라자였던 마하라자 프라탑 싱의 형제인 라자 아마르 싱의 유일한 생존 아들이었다. 마하라자는 자식이 없었기 때문에 하리 싱은 잠무 카슈미르 왕국의 추정상속인이었다.
1903년, 하리 싱은 성대한 델리 더르바르에서 커즌 경의 명예 수행원으로 봉사했다. 13세에 그는 아지메르의 메이요 칼리지로 보내졌다. 1년 후, 1909년에 그의 아버지가 사망했고 영국은 소령 H. K. 바르를 그의 후견인으로 임명하여 그의 교육에 깊은 관심을 보였다. 메이요 칼리지 졸업 후, 하리 싱은 군사 훈련을 위해 데라둔의 영국령 제국 사관생도단에 입학했다.
그는 1915년 마하라자 프라탑 싱에 의해 잠무 카슈미르 국군의 총사령관으로 임명되었다. 1918년 신년 명예 목록에서, 그는 대영 제국 훈장의 기사 사령관 (KBE)으로 임명되었다. 

### 국경 너머: 유럽에서의 1년
하리 싱은 신디아 증기선 회사 소유의 SS 로열티에 탑승하여 역사를 만들었는데, 이 배는 1919년 4월 5일 뭄바이에서 출항하여 영국으로 향하는 인도 국적 상선의 첫 국제 항해가 되었다. 이 이정표는 1964년부터 인도에서 매년 국가 해양의 날로 기념되고 있다. 하리 싱은 마르세유에서 하선하여 파리행 기차를 타고 며칠 머무른 후 1919년 5월 29일 영국에 도착했다. 그는 처음에 샌드링엄 하우스에서 조지 5세 국왕의 영접을 받았는데, 그 국왕은 델리 더르바르 대관식 때 처음 만난 사람이었다. 처음에 그는 나이츠브리지의 하이드 파크 호텔에 머물렀다. 8월, 더블린 승마 쇼에서 그는 95만 파운드를 들여 경주마와 조랑말을 구입하고, 킬데어주에서 숙련된 직원을 고용하여 돌보게 했는데, 이 모든 것들은 나중에 카슈미르로 보내졌다. 9월에는 스코틀랜드, 래너크셔의 더글러스 성에 거주하면서 고급 사냥 모임을 주최하고 새로 구입한 자동차의 속도와 내구성을 시험했다. 이전에 런던에서 구입했던 세 대의 고성능 자동차 중에는 60kW의 완전 전기 롤스로이스 실버 고스트가 있었는데, 이는 혁신과 위신을 상징하는 것이었다. 그는 결국 겨울 동안 메이페어의 커즌 스트리트 27번지에 정착했다.
1919년 12월 12일, 하리 싱은 세인트 제임스 궁전에서 당시 웨일스 공 (에드워드 8세로 즉위)의 영접을 받았는데, 이 방문은 교통, 산업, 교육 및 위생 분야에서 정부의 기능을 이해하는 데 초점을 맞춘 연구 여행이었다. 그는 1920년 3월 28일 마르세유에서 인도로 돌아왔고, 결국 1920년 5월 카슈미르에 도착했다.

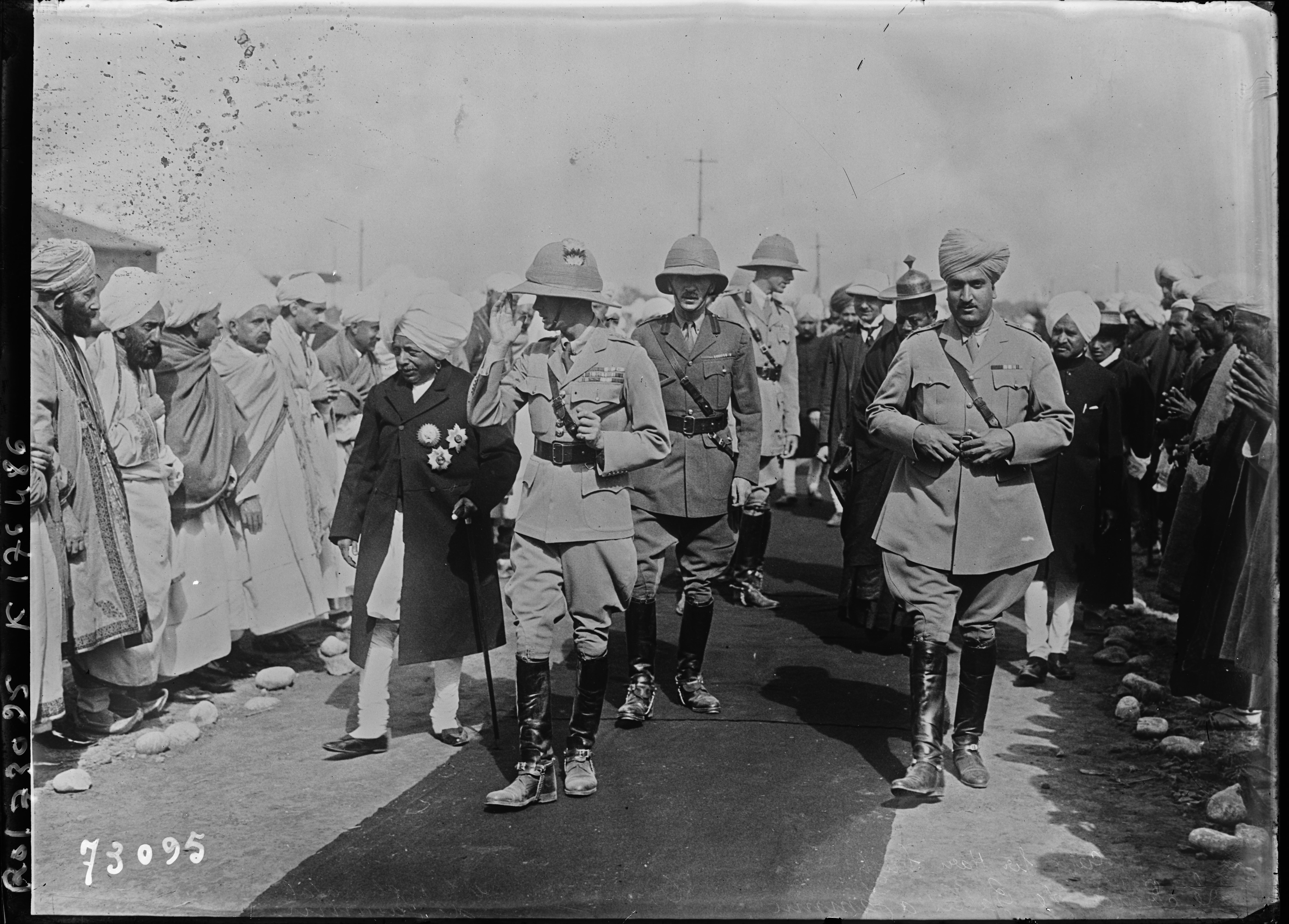
앞에서 걷는 사람들 (왼쪽에서 오른쪽으로): 마하라자 프라탑 싱, 에드워드 8세 및 하리 싱 (잠무에서)

1922년 3월, 웨일스 공은 카슈미르에 상호 방문하여 2일 잠무에 기차로 도착했다. 그는 철도역에서 마하라자 프라탑 싱과 라자 하리 싱의 영접을 받았고, 잠무 시가 전염병 발생으로 몸살을 앓고 있었기 때문에 사트와리의 마하라자 군영으로 호위되었다. 그는 번왕국을 여행한 후 3월 6일까지 페샤와르에 도착하여 여정을 마쳤다.

## 통치

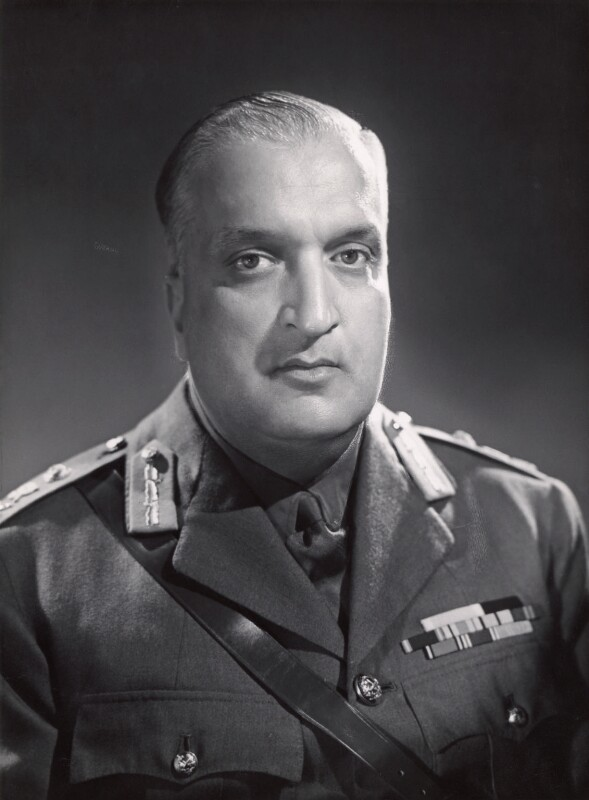
하리 싱, 1944년

1925년 9월 23일 그의 숙부 프라탑 싱의 사망 이후, 하리 싱은 잠무 카슈미르의 두 번째 총리(1925년–1926년)로 재직했다. 하리 싱은 1926년 2월 영국 개입 하에 잠무 카슈미르의 왕위에 올랐는데, 영국은 프라탑 싱이 선택한 양자 라자 자가트 데브 싱 (푼치)을 무시했다.
하리 싱의 대관식은 1926년 2월 22일부터 28일까지 두 개의 별도 의식으로 나뉘어 진행되었다. 처음 며칠은 종교 의식에 할애되었고, 후반부 공식 프로그램은 유럽 참석자들을 초청하는 데 사용되었다.
통치자가 된 후, 하리 싱은 자유 선거를 실시하고 프라자 사바 잠무 카슈미르 입법부를 구성하여 프라자 사바가 제정한 란비르 형법 (R.P.C)에 따라 법률을 시행했다. 1932년 4월, 글랜시 위원회의 권고에 따라 프라자 사바가 설립되었는데, 12명의 정부 관리, 16명의 주 의원, 14명의 지명직, 33명의 선출직 (21명의 무슬림, 10명의 힌두교도, 2명의 시크교도)으로 구성되었다. 1934년 9월까지 선출된 의원들은 프라자 사바 하에 법률을 제정하기 시작했으며, 이는 잠무 카슈미르를 다른 인도 번왕국의 선도적인 주로 만들었다. 1939년 9월 7일 마하라자 하리 싱과 그의 법무 및 세무 장관인 랄 고팔 무케르지 경 판사(1926년–1934년 알라하바드 고등 법원 판사를 역임하고 1935년–1940년 잠무 카슈미르 주에서 봉사)는 잠무 카슈미르를 위한 서면 헌법을 제정했는데, 이는 아시아 헌법 역사상 "선구적"인 것이었지만, 주민 친화적인 "마그나 카르타"는 아니었다.
그는 주에서 초등 교육을 의무화하고, 아동 결혼을 금지하는 법률을 도입했으며, 낮은 카스트 주민들에게 예배 장소를 개방했다.

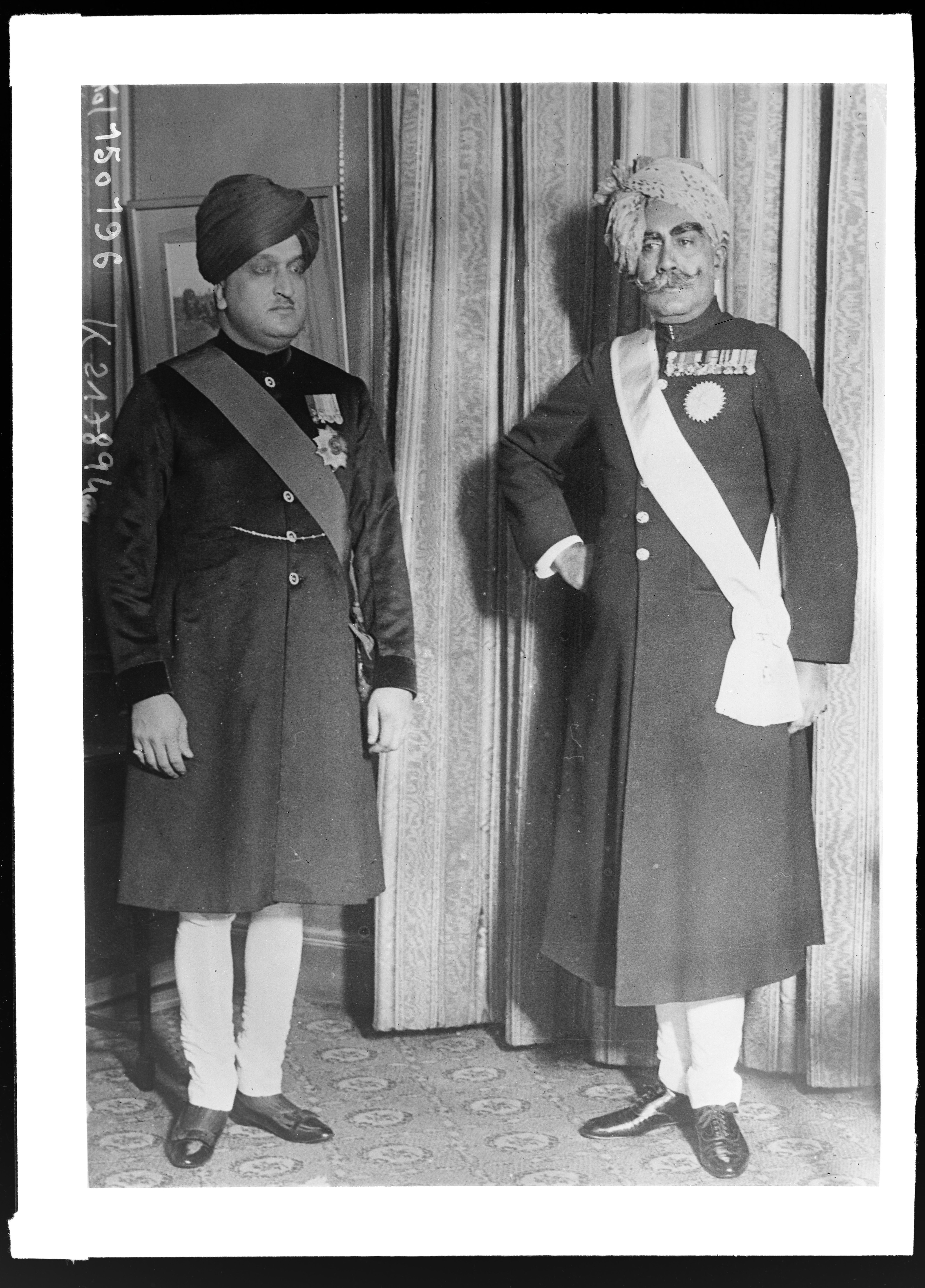
(왼쪽에서 오른쪽으로) 마하라자 하리 싱과 마하라자 강가 싱 (비카네르)이 1930년 11월 제1차 원탁 회의에서 인도 번왕들을 대표하고 있다.

1930년, 하리 싱은 런던에서 제1차 원탁 회의에 참석했다. 그는 인도 번왕국들이 “범인도 연방”에 가입해야 한다고 제안했으며, 대영 제국 연방 내 인도인들의 동등한 지위를 주장했다. 조지 5세 국왕-황제의 개막 연설에 답하면서, 하리 싱은 다음과 같이 말했다: 
폐하께서 우리를 따뜻하게 환영해주신 것에 대해 깊은 감사를 표하며, 신께서 오늘 아침 사랑하는 황제께서 말씀하신 감동적인 희망을 실현할 비전과 의지를 우리에게 주시기를 기도합니다. 이것은 인도 번왕들이 인도 정치의 미래를 논의하기 위해 영국령 인도 대표단 및 폐하의 정부와 함께 회의 테이블에 직접 모인 첫 번째 자리입니다. ... 연방 구조 소위원회의 보고서에 명시된 범인도 연방 계획의 진전에 깊이 만족합니다. 그러나 이 회의에서 연방이라는 아이디어가 제기된 이래로 인도와 영국 각지에서는 번왕들이 범인도 연방에 참여하려는 의지에 대해 놀라움을 표해왔습니다. 번왕들이 서두르고 있으며, 어떠한 경우에도 영국령 인도와의 연방에 반대해야 한다고 말합니다. 저는 친구들에게 범인도 연방이라는 아이디어에 대한 저의 열렬한 지지를 숨긴 적이 없습니다.

### 분할과 편입

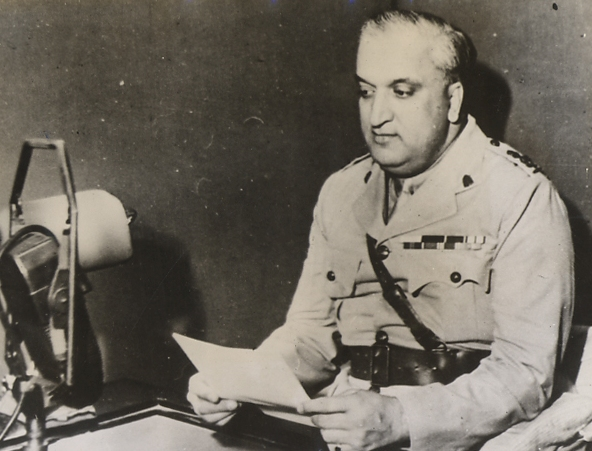
1943년 하리 싱

1947년, 인도가 영국 통치로부터 독립한 후, 잠무 카슈미르는 새로운 자치령인 인도와 파키스탄 중 하나에 가입하거나 독립을 유지할 수 있는 선택권을 가졌다. 하리 싱은 자치령들이 분할 폭력으로 시달리고 있었고, 무슬림 다수 인구의 맥락에서 선택 사항을 신중하게 고려할 시간이 필요했기 때문에 당분간 독립을 유지하기로 선택했다. 그는 1947년 8월 14일 파키스탄과 스탠드스틸 협정을 체결하고 인도에게도 같은 조치를 취할 것을 촉구했지만, 인도는 따르지 않았다. 1947년 10월 6일, 그는 무슬림 회의 당이 선동한 푼치 무장 봉기에 직면했고, 이어서 1947년 10월 22일 무자파라바드에서 파키스탄이 지원하는 파슈툰 부족의 침공이 발생했다.
하리 싱은 침공 후 인도에 도움을 요청했다. 인도의 영국인 총독인 마운트배튼 경은 마하라자에게 인도가 군대를 파견하기 전에 인도에 가입할 것을 조언했다. 마하라자는 1947년 10월 26일 가입 문서에 서명하여 번왕국을 인도 자치령에 합류시켰다. 인도는 침략자들을 격퇴하기 위해 군대를 파견했고, 이는 곧 제1차 인도-파키스탄 전쟁으로 확대되었다.
자와할랄 네루 총리와 발라브바이 파텔 부총리의 압력으로 결국 싱은 1949년 그의 아들이자 후계자인 유브라지 (왕세자) 카란 싱을 잠무 카슈미르의 섭정으로 임명할 수밖에 없었다. 그는 1952년 네루 정부에 의해 군주제가 폐지될 때까지 명목상 마하라자로 남았다. 그는 또한 인기 있는 카슈미르 지도자인 셰이크 압둘라를 카슈미르의 총리로 임명할 수밖에 없었다. 그는 네루와 압둘라 모두와 논쟁적인 관계를 맺었다. 카란 싱은 1952년 '사드르-에-리야사트'('국가 원수')로, 1964년에는 주지사로 임명되었다.

## 제2차 세계 대전중

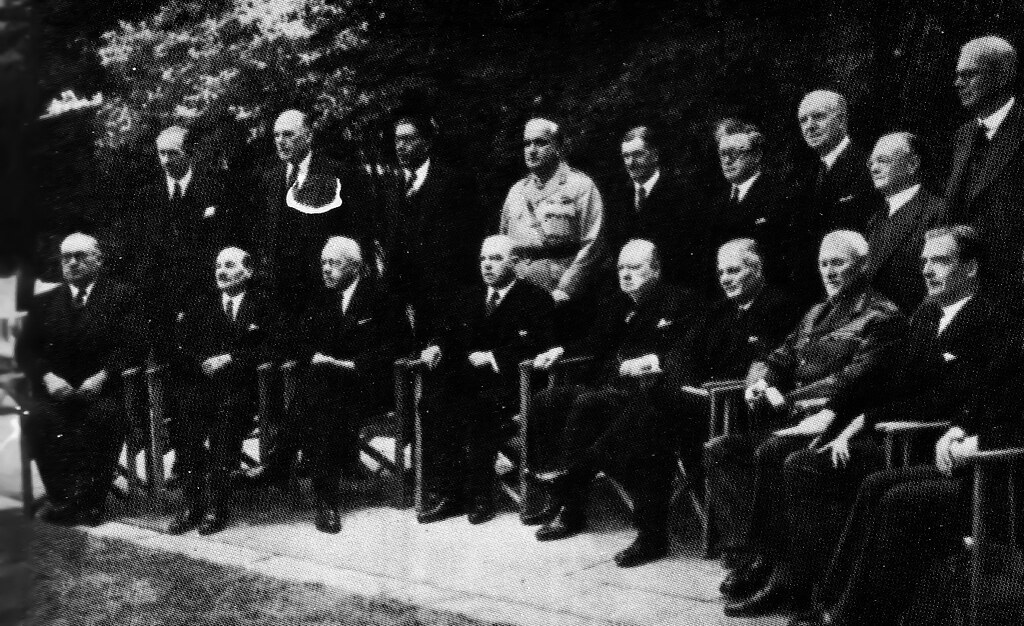
제2차 세계 대전 중 마하라자 하리 싱(왼쪽에서 네 번째 서 있음)이 페로즈 칸 눈과 함께 영국 전쟁 내각에서 인도를 대표했다.

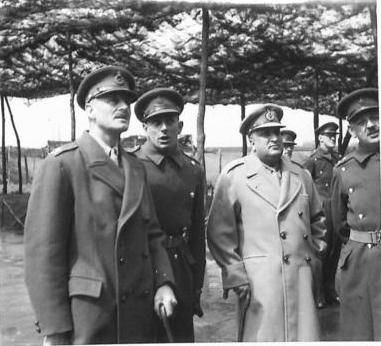
도버에서 해안 포대를 시찰하는 마하라자 하리 싱

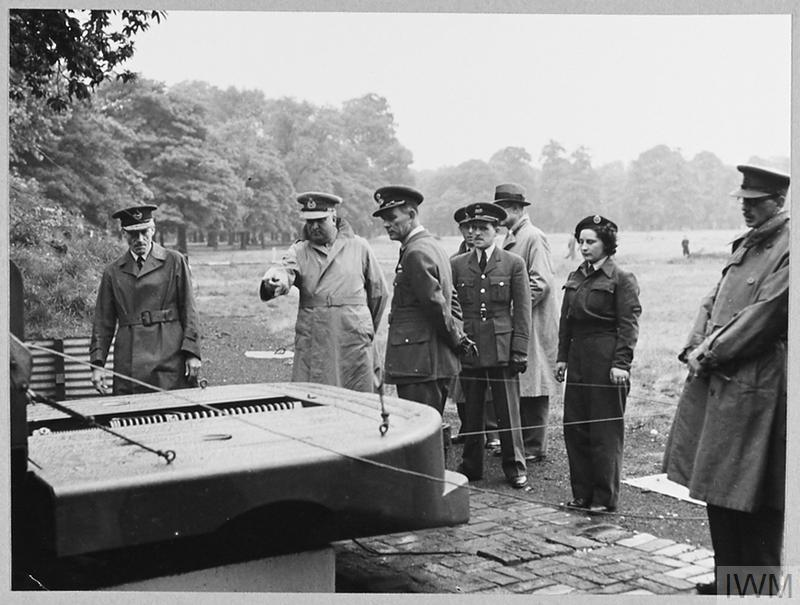
런던에서 기구 발사대를 시찰하는 마하라자 하리 싱

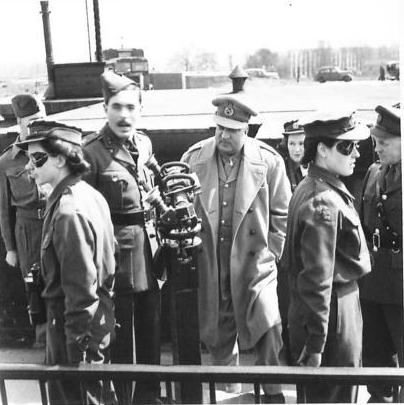
대공포의 망원경을 정밀 조사하는 마하라자 하리 싱

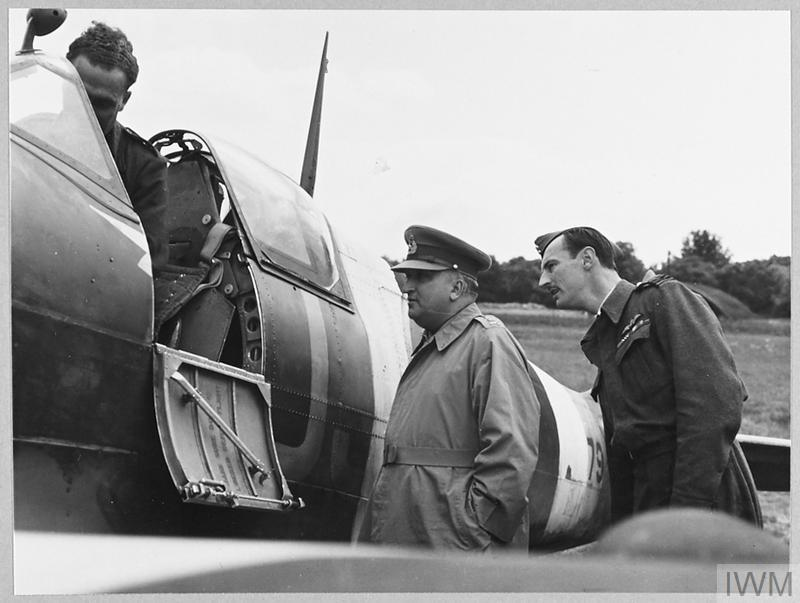
영국 방공 기지에서 슈퍼마린 스피트파이어 Mk IX UTI를 시찰하는 마하라자 하리 싱

1944년, 마하라자 하리 싱은 영국에서 윈스턴 처칠을 만나는 영광을 누렸고, 3개월 동안 여러 공식 회의에 참석하고 전시 노력을 점검했다. 6월에 이란을 경유하여 아브로 앤슨을 타고 돌아오는 길에 J&K 주군 부대가 주둔하고 있는 곳을 방문했으며, 스리나가르에서 양대 정당인 전 잠무 카슈미르 무슬림 회의와 잠무 카슈미르 국민 회의 대표들의 따뜻한 환영을 받았다. 셰이크 압둘라는 그에게 화환을 걸어주고 신 카슈미르 초안을 제출했다. 같은 해 국민 회의는 대중의 지지를 받아 선언문을 채택했고, 진나가 압둘라를 두 국가 이론으로 설득하려는 시도는 실패했다.

## 말년과 사망

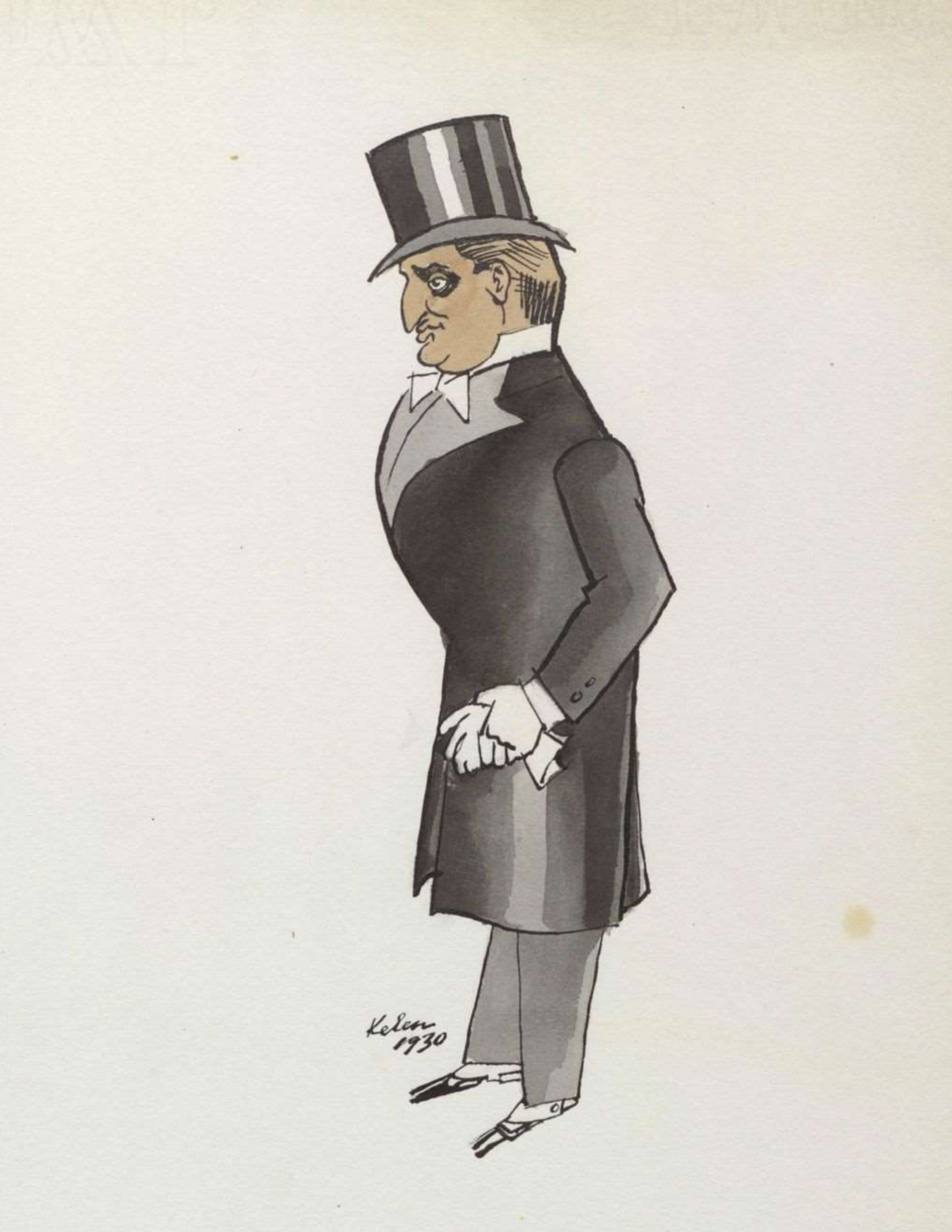
에머리 켈렌의 하리 싱 캐리커처

인도와 합병 문서에 서명한 후, 하리 싱은 잠무 카슈미르에서 추방되었다. 그는 1949년 4월 28일 잠무를 떠나 뉴델리로 갔고 다시는 돌아오지 않았다. 1949년 6월 9일, 그는 18세 아들 유브라지 카란 싱을 잠무 카슈미르의 섭정으로 임명하는 선언문에 서명했다. 1949년 6월 20일, 그의 아들이 섭정으로 잠무에 도착했고, 마하라자는 같은 날 뭄바이로 떠나 남은 생애를 그곳에서 정착했다.
하리 싱 마하라자가 1952년 8월 16-17일 푸네 망명지에서 라젠드라 프라사드 대통령에게 보낸 편지에는 그의 고통, 그의 유산에 대한 열정적인 변호, 깨진 약속에 대한 고발, 그리고 정치적 배신 속에서 정의를 호소하는 내용이 담겨 있었다.
그는 14년간의 추방 생활 끝에 1961년 4월 26일 사망했다. 그의 유언에 따라, 하리 싱의 유골은 전세기를 통해 잠무로 옮겨져 잠무 카슈미르 전역에 뿌려졌고, 그가 직접 할당한 자금으로 잠무의 타위 강에 안장되었다.
퇴위 후, 시르 하리는 연간 10만 달러의 수당을 받으며 뭄바이로 이주하여 폴로 조랑말을 키웠다. 그는 완공되면 죽을 것이라는 예언을 두려워하여 한 아파트를 계속 건설 상태로 두었다는 일화가 유명하다.

## 유산과 기념물

### 추모 및 기념물

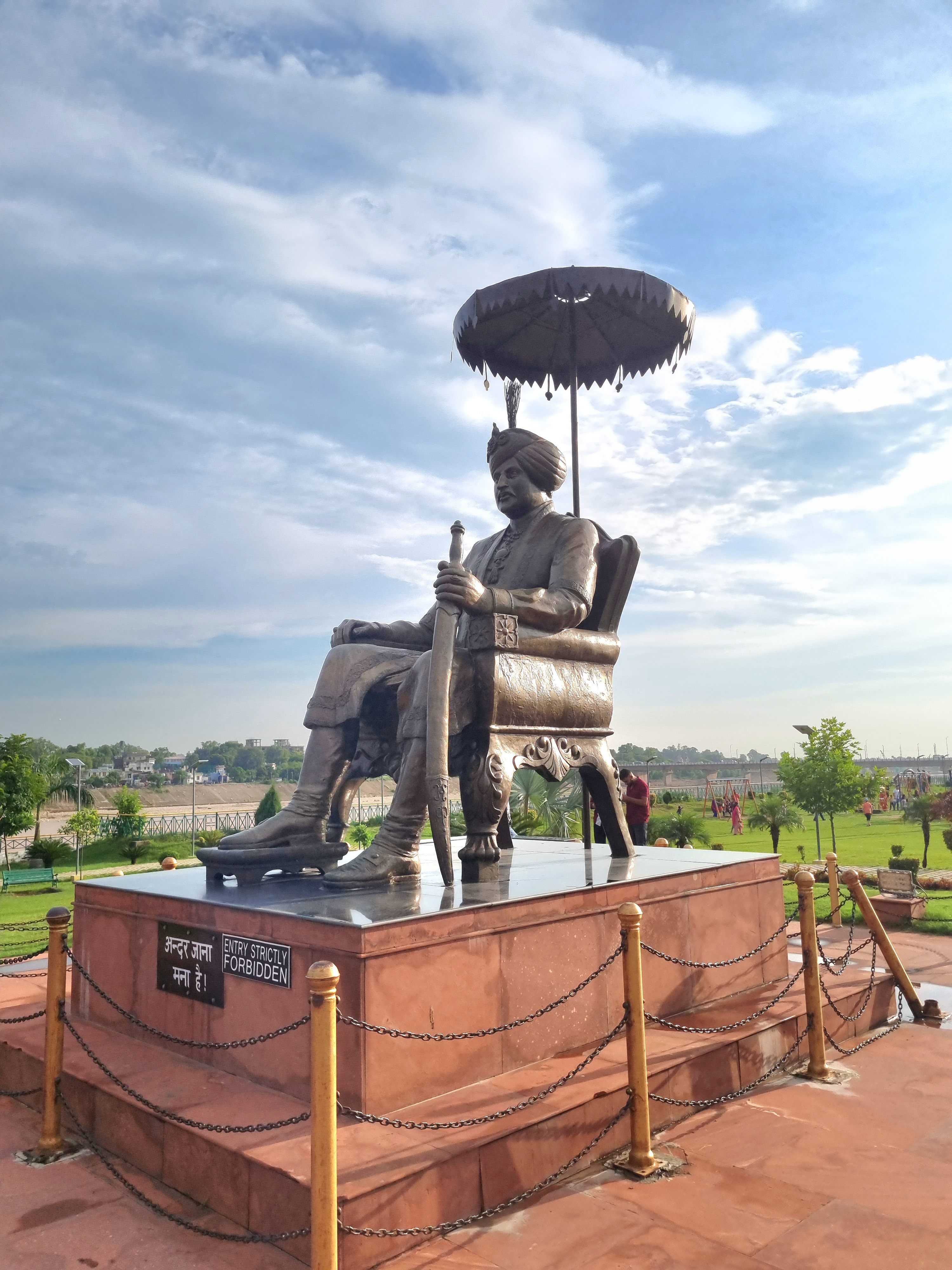
잠무 하리 싱 공원의 마하라자 하리 싱 동상

- 1975년 4월 13일, 인디라 간디 총리는 잠무에 아마르 마할 박물관 및 도서관을 개관하여 하리 싱이 한때 통치했던 120kg짜리 '도그라 금 의자'를 전시했다. 1890년에 프랑스식으로 지어진 이 성은 카란 싱 박사가 1970년 1월 15일 하리-타라 자선 신탁에 기부했으며, 영구 그림 갤러리를 전시하고 25,000권의 고대 가치 있는 서적을 소장하고 있다.[37][38][39]
- 1983년, 하리 싱의 보석류, 즉 왕관, 의식용 검, 목걸이, 팔찌, 반지, 뱅글, 예복, 단도, 시계, 심지어 박물관으로 바뀔 예정이던 상자에 보관된 장난감까지 스리나가르의 재무부에서 공개되었다.[40]
- 2000년 1월 24일, 디완 싱 대위와 파드마 슈리 푸남 수리 D.A.V. 대학 운영 위원회 회장이 마하라자 하리 싱 농업 전문대학 (MHAC), 옛 하리 싱 폴로 및 경마장에서 하리 싱의 흉상을 공개했다.[41]
- 2007년, 굴람 나비 아자드 총리는 여성을 위한 '하리 싱 자나나 공원'을 개장했다. 이 공원은 뉴 사무국에서 정원 및 화훼부가 조경했다.
- 2012년 4월 1일, 라마나바미를 맞아 굴람 나비 아자드 연방 장관과 카란 싱 국회의원이 잠무 타위 다리 근처에서 하리 싱 동상을 공개했다.[42]
- 잠무 시의회 시장 카빈더 굽타는 구자르 나가르 타위 다리, 잠무 대학교, 바그-에-바후, 나르왈을 연결하는 교차로 근처 바그-에-바후 경찰서 인접 지역에 마하라자 하리 싱의 서 있는 자세의 동상을 세웠다.[43][44]
- 2018년 5월 16일, 메흐부바 무프티 총리는 니르말 싱 부총리와 함께 '마하라자 하리 싱 공원'을 개장했는데, 이 공원의 주요 볼거리는 앉아 있는 자세의 마하라자 하리 싱 동상이다.[45][46]
- 2019년 9월 23일, 아마르 크샤트리야 라지푸트 사바(AKRS)는 그의 119번째 생일을 맞아 삼바 지구, 비어르 부미 공원 근처에 하리 싱의 실물 크기 동상을 설치했다.[47]
- 2020년 9월 23일, 도그리어로 된 오디오-비디오 노래 앨범이 발매되어 1930년부터 하리 싱이 도입한 사회 개혁을 조명했다.[48]
- 2021년 9월 23일, 인도 인민당 잠무 지부장 라빈더 라이나는 잠무 카슈미르 잠무 트리쿠타 나가르 제3확장 지구에 있는 당 본부 샤마 프라사드 무케르지 바완에서 하리 싱 동상을 공개했다.[49]
- 2022년 9월 23일은 1881년 협상 가능 증권법 (중앙법 26호)에 따라 잠무 카슈미르 연방 직할지 전역에서 마하라자 하리 싱의 탄신일을 공휴일로 선포했다.[50]

그의 이름을 딴 공공 시설
- 하리 싱 학교, 1933년부터 잠무 칸지 하우스에 위치하며 무바라크 만디 궁전 옆에 있는 정부 교육부의 남녀 공학 J&K 교육청 소속 9학년부터 12학년까지의 학교이다.[51]
- 스리 마하라자 하리 싱 SMHS 병원 또는 헤드윈 병원 골 시장, 스리나가르의 카란 나가르 지역에 1945년부터 위치하며, 웨이벌 경이 개원했다. 당시 아대륙에서 가장 큰 병원으로, 하리 싱이 35만 루피를 들여 지었으며, 현재는 정부 소유의 종합 병원 및 의과 대학이다.[52]
- 마하라자 하리 싱 농업 전문대학 (MHAC) 나가바니, P O 도마나 잠무는 1967년부터 C.B.S.E 소속 기숙 학교이자 주간 기숙 학교이다.[53]
- 마하라자 하리 싱 DAV 선임 중등 학교 아크노어 시는 1982년부터 C.B.S.E 소속 유아원부터 12학년까지의 학교이다.[54]
- 마하라자 하리 싱 DAV 선임 중등 공립 학교 푼치 카누이안은 1982년부터 J&K 교육청 소속 유아원부터 12학년까지의 학교이다.[55]
- 마하라자 하리 싱 DAV 선임 중등 공립 학교 R. S 푸라는 1982년부터 J&K 교육청 소속 유아원부터 12학년까지의 학교이다.[56]
- 정부 하리 싱 고등 중등 학교 프렘 나가르 비아 레지던시 로드 잠무는 J&K 교육청 소속 1학년부터 12학년까지의 학교이며, 2018년부터는 새로운 건물에 주거 시설을 갖춘 특별 지원 아동을 위한 추가 학교가 마련되었다.[57]
- 정부 하리 싱 고등 중등 학교 아난드 나가르 로드 (캠프) 보흐리 잠무는 J&K 교육청 소속 1학년부터 12학년까지의 학교이다.[58]

그의 이름을 딴 상업 시설
- 하리 싱 하이 스트리트 스리나가르는 그의 이름을 따서 명명되었다. 이곳에는 105개의 금 장식품 상점과 수많은 고급 부티크가 있다.[59]
- 하리 니와스 궁전 잠무는 타위 강 기슭에 위치하며, 그의 잠무 게스트하우스였던 곳으로 현재는 트리쿠타 언덕과 바이슈노 데비의 경치를 감상할 수 있는 유산 호텔로 운영되고 있다.[60]
- 하리 시장 잠무는 라구나트 사원 잠무 외곽에 위치하며 다층 주차장으로 연결되어 있다. 시장은 주로 말린 과일과 기념품을 판매한다.[61]

## 개인 생활

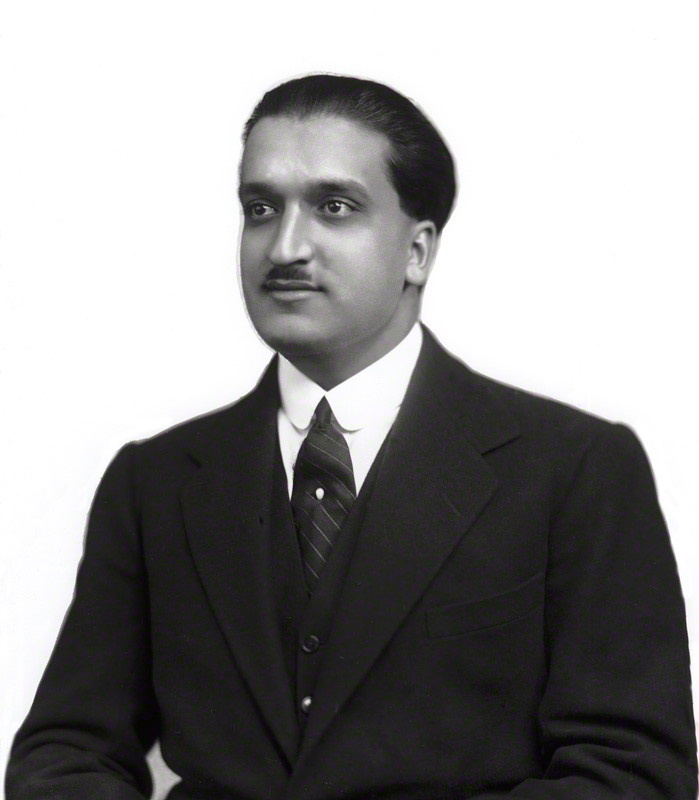
1920년 하리 싱

### 미스터 A의 협박 사건
24세의 마하라자 하리 싱은 1919년 유럽 첫 방문 시 서양 환경에 익숙하지 않아 "사랑의 함정"에 빠졌다. 그는 모디 로빈슨이라는 매력적이지 않은 여성에게 유인되어 난처한 상황에 처했다. 이 만남은 이혼 소송에서 언급되는 것을 피하기 위한 협박에 사용되었으며, 영국 관리들의 암묵적인 지원 아래 거액의 돈을 요구하는 상황으로 이어졌다. 이 사건이 법원이나 대중에게 알려지지 않도록 비밀리에 합의가 이루어졌다. 바라다의 마하라자 사야지라오 가에크와드 3세도 유럽 여행 중 비슷한 스캔들에 휘말렸는데, 이는 인도 왕족들이 해외에서 이러한 계획에 취약했음을 보여준다.
1919년 12월 27일, 하리 싱은 두 장의 수표, B204561과 B204562를 합쳐 총 30만 파운드(오늘날 약 UKP{{인플레이션}} 오류: |index=UK-GDP(매개변수 1)에 해당되는 인덱스가 없음 (도움말))를 그의 아일랜드인 전속부관 찰스 윌리엄 아우구스투스 아서 대위에게 건네주었는데, 그는 악명 높은 카드 사기꾼 몬티 뉴턴과 부패한 변호사 사무원 윌리엄 쿠퍼 홉스, 즉 런던 지하세계의 소위 "빅 미스터"와 공모하여 그를 배신하고 사기쳤다. 
실제 범죄 공모는 다른 이들에 의해 조직되었으므로, 모디 로빈슨의 실제 남편은 스캔들을 빌미로 그의 이름으로 받은 돈을 요구했다. 찰스 어니스트 로빈슨 대 미들랜드 은행 사건은 1924년 11월 19일 왕실 재판소의 왕실 재판부에서 달링 경 판사의 주재 하에 심리되었다. 로빈슨의 변호인들인 할스버리 경의 아들과 존 폴 발레타는 법원 밖 합의금으로 2만 1천 파운드만을 받았다고 주장하며 은행에 의해 나머지 금액을 부당하게 박탈당했다고 주장했다. 8일간의 심리 동안, 인도 사무국은 특정 인물의 신원을 "미스터 A"라고 지칭하며 기밀을 유지하려고 노력했다. 법정에서 존 사이먼 경은 미들랜드 은행을 대표하여 해당 기관을 강력히 변호했다. 결국, 스코틀랜드 야드 형사 퍼시 J. 스미스의 진술과 함께 법정에서 진실이 드러났다. 법원은 은행의 손을 들어주었다. 배심원단은 찰스 어니스트 로빈슨과 모디 로빈슨 부부를 공모 혐의에서 무죄로 선고했지만, 무고하든 아니든 도난으로 얻은 수익을 주장할 수 없다고 판결했다. 따라서 로빈슨은 공모 혐의에서 무죄로 밝혀졌음에도 불구하고 소송에서 패소했다.
법정 심리는 대중의 엄청난 관심을 끌었으며, 사람들이 이른 아침부터 줄을 섰고 법정은 증인들이 증언대에 서기 어려울 정도로 가득 찼다. 타임스, 데일리 텔레그래프와 같은 주요 신문들은 매일 지면 전체를 이 사건에 할애하며 그 선정적인 성격을 강조했다. 비버브룩 경과 에드워드 헐턴 경과 같은 언론 거물들은 극적인 사건들이 어떻게 공개적으로 전개되었는지에 경악했다고 전해진다. 재판 중에 하리 싱 경은 종종 동양의 군주로 묘사되었고, 의심은 모든 아시아 왕족에게까지 미쳤으며, 그들은 비밀에 반대하는 것으로 여겨졌다.
미스터 A의 전속부관의 이름은 12월 2일 체포된 후 밝혀졌고, 팔레 드 쥐스티스 (파리)에서 재판을 기다리며 라 상테 교도소 (프랑스)에 수감되었지만, 미스터 A의 신원은 파리에서 널리 추측되었음에도 불구하고 비밀로 남아 있었다. 1924년 12월 3일, 인도 사무국은 마침내 그의 이름을 공개하는 것을 허용했다. 이 소식은 런던 라디오 방송국 2LO에서 음악 프로그램을 중단하고 처음으로 발표되었다. 영국 인도 사무국은 이 사건이 간첩 행위를 포함했기 때문에 평소 30년이 아닌 100년 동안 파일을 비공개로 하기로 결정했다.
데일리 뉴스, 르 프티 주르날, 뉴스 오브 더 월드, 선데이 피플은 사건의 진행 상황을 조사하고 배경을 확인하며 사건 절차를 추적했다.
1924년 12월 4일, 데일리 익스프레스 (영국), 데일리 크로니클 (영국) 및 데일리 헤럴드 (영국); 1924년 12월 5일, 케언즈 포스트 (호주) 및 노던 스타 (호주); 1924년 12월 15일 타임 (잡지); 1924년 12월 16일 킹스턴 글리너 (자메이카)는 모두 선정적인 협박 사건의 중심 인물로 마하라자 하리 싱을 공식적으로 지목하는 보도를 발표했다.
1924년 12월 19일, 하리 싱은 터보건 사고로 인한 심각한 다리 부상에서 회복 중인 상태로 카슈미르에 있었다. 같은 시기에 그는 "미스터 A 사건"으로 인해 깊은 우울증에 빠졌고 증언을 위해 런던으로 가는 것을 꺼려했다. 1924년 크리스마스 날, 리딩 경은 하리 싱의 후회를 언급하며 그의 숙부인 카슈미르 마하라자가 그의 사임을 거부하고 정신적 균형을 회복하기 위해 2~3개월의 휴가를 허락했다고 기록했다.
타임 (잡지)는 1961년 5월 5일 하리 싱 마하라자의 사망 후 이 스캔들을 다시 다루면서 그의 유산에 영원히 남을 오점으로 묘사했다. 이 기사는 그의 순진함과 그가 가장 신뢰했던 사람들의 배신 및 불충이 그의 의심스러운 성격을 형성하는 데 영향을 미쳤다고 시사했다. 시간이 지나면서 인도와 파키스탄 모두에 대한 이러한 불신은 카슈미르를 둘러싼 인도-파키스탄 분쟁의 기반을 마련하는 데 역할을 했을 수 있다.

### 개인 재산
그는 롤스로이스의 중요한 고객 중 한 명이었고, 결국 수년에 걸쳐 적어도 26대의 이 브랜드 차량을 소유하게 되었으며, 여기에는 롤스로이스 팬텀 I 17EX도 포함된다.
연간 1천만 달러의 수입, 제2차 세계 대전 중 그가 타고 다녔던 은도금 아브로 앤슨 18C VT 비행기, 그리고 현재는 고급 호텔인 스리나가르의 베르사체 스타일 궁전을 가졌음에도 불구하고, 시르 하리는 호화롭게 살았다.

### 결혼

하리 싱과 그의 네 번째 부인 타라 데비 마하라니, 1950년

싱은 사생활의 문제로 인해 네 번 결혼했다. 그의 부인 중 두 명은 자식 없이 사망했고, 세 번째 라자스탄 출신 신부는 감정적인 교류를 이루지 못해 부모님 집으로 정중히 돌려보내졌다. 또한 하리 싱은 당시 정치적, 가정적 음모에 직면하여 세 번째 부인을 안전하게 돌려보내는 것이 적절하다고 생각했다. 그는 마지막 부인인 캉그라의 타라 데비와 아들 카란 싱을 두었다.
| 번호 | 이름                                 | 결혼 날짜       | 결혼의 운명          | 자녀 및 운명                               |
| ---- | ------------------------------------ | --------------- | -------------------- | ------------------------------------------ |
| 1    | 라니 스리 랄 쿤베르바 사히바         | 1913년 5월 7일  | 그녀의 죽음으로 끝남 | 1915년 임신 중 사망. 자녀 없음.            |
| 2    | 라니 사히바 참바                     | 1915년 11월 8일 | 그녀의 죽음으로 끝남 | 1920년 1월 31일 사망. 자녀 없음.           |
| 3    | 마하라니 단반트 쿤베리 바이히 사히바 | 1923년 4월 30일 | 끝남                 | 어린 나이에 사망. 자녀 없음.               |
| 4    | 마하라니 캉그라의 타라 데비 사히바   | 1928년          | 별거                 | 1950년 별거. 1967년 사망. 카란 싱의 어머니 |

## 칭호 및 영예

### 칭호 및 양식

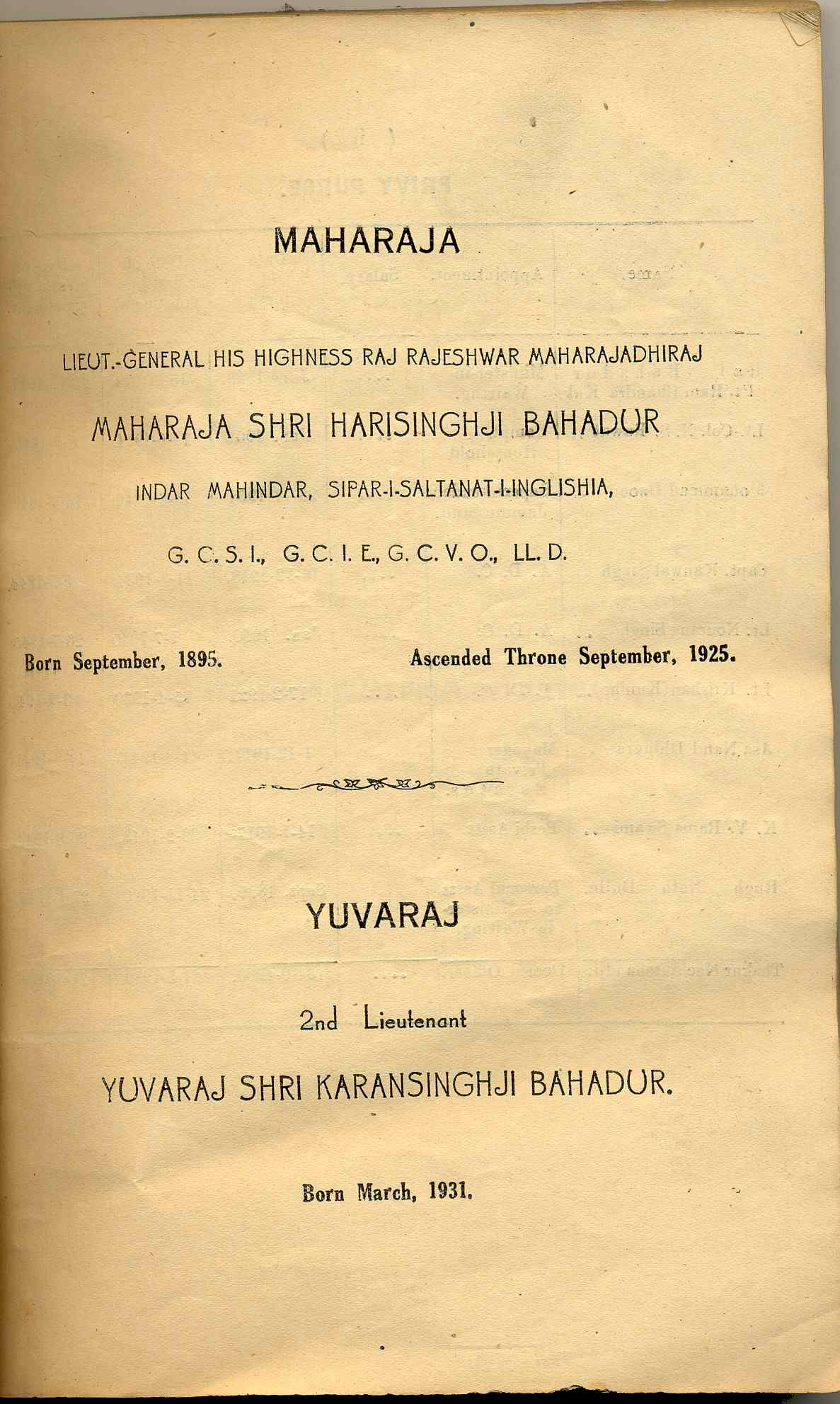
1945년 그의 민간인 명부 첫 페이지에 기록된 마하라자 하리 싱과 유브라지 카란 싱의 칭호

마하라자로서 하리 싱의 전체 양식은 다음과 같다.
중장 폐하 라지 라제슈와르 마하라자디라지 마하라자 슈리 하리 싱지 바하두르 인다르 마힌다르, 시파르-이-살타나트-이-잉리시아, GCSI, GCIE, GCVO, LLD

### 영예
- 1903년:  델리 더르바르 메달
- 1911년:  델리 더르바르 메달
- 1922년: 웨일스 공 방문 메달
- 1929년:  인도 제국 훈장 대십자 기사 (GCIE) (1918년 KCIE)
- 1930년:  이탈리아 왕관 훈장 대십자 기사
- 1933년:  인도 별 훈장 대십자 기사 (GCSI)
- 1935년:  조지 5세 은혼 기념 메달
- 1937년:  조지 6세 대관식 메달
- 1938년:  레지옹 도뇌르 훈장 대장교
- 1945년:  1939–1945 별
- 1945년:  아프리카 별
- 1945년:  전쟁 메달 1939–1945
- 1945년:  인도 복무 메달
- 1946년:  로열 빅토리아 훈장 대십자 기사 (GCVO) (1922년 KCVO)
- 1948년:  인도 독립 메달

### 명예 학위
- 1938년: 펀자브 대학교 명예 법학 박사

## 참고 문헌
- Mufti, Gulzar (2013), 《Kashmir in Sickness and in Health》, Partridge Publishing India, ISBN 978-1-4828-0998-5
- Rai, Mridu (2004), 《Hindu Rulers, Muslim Subjects: Islam, Rights, and the History of Kashmir》, C. Hurst & Co, ISBN 1850656614
- Schofield, Victoria (2003) [First published in 2000], 《Kashmir in Conflict》, London and New York: I. B. Taurus & Co, ISBN 978-1860648984